# 성남중앙초등학교
성남중앙초등학교(城南中央初等學校)는 대한민국 경기도 성남시에 있는 공립 초등학교이다.

## 학교 연혁
- 1978.12.05. 성남중앙국민학교 설립 인가
- 1980.03.14. 성남중앙국민학교 개교
- 1985.02.14. 제1회 졸업식(448명)
- 1996.03.01. 성남중앙초등학교로 교명 변경
- 2010.02.20. 제26회 졸업식(7650명)
- 2011.03.01. 제12대 이재성 교장 취임
- 2011.03.01. 30학급 편성, 병설유치원 3학급 편성
- 2011.03.01. 경기도 성남교육청 창의성교육협력학교 운영 락밴드 명품학교 운영
- 2012.02.15. 제28회 졸업식(8029명)
- 2012.03.01. 27학급 편성, 병설유치원 3학급 편성
- 2013.02.15. 제29회 졸업식(8199명)
- 2013.03.01. 제13대 조한옥 교장 취임
- 2013.03.01. 29학급 편성, 병설유치원 3학급 편성
- 2014.02.14. 제30회 졸업식(8353명)
- 2014.03.01. 27학급 편성, 병설유치원 3학급 편성
- 2015.02.16. 제31회 졸업식(8482명)
- 2015.03.01. 26학급 편성, 병설유치원 3학급 편성

## 참고 문헌
- 성남중앙초등학교 - 한국교육학술정보원 학교알리미

## 같이 보기
- 성남중앙초등학교 축구단